# Blowin' in the Wind
Blowin' in the Wind è una famosa canzone di contenuto pacifista scritta da Bob Dylan nel 1962 e pubblicata la prima volta l'anno successivo nell'album The Freewheelin' Bob Dylan.
Questo brano è da molti considerato il manifesto della generazione dei giovani statunitensi disillusi dalla politica portata avanti negli anni cinquanta e sessanta dal loro paese e sfociata dapprima nella guerra fredda e poi nella guerra del Vietnam.

## Il brano

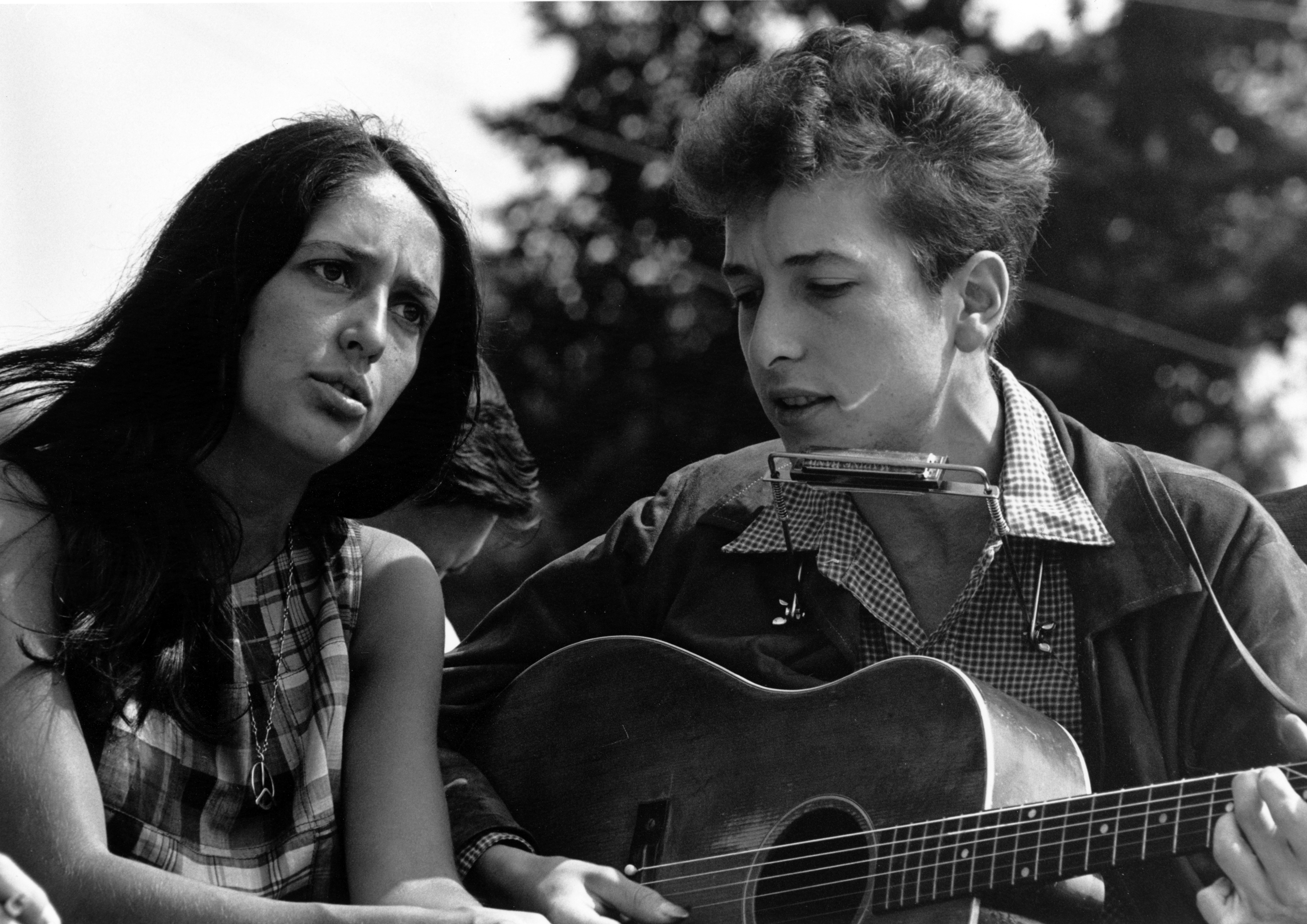
Bob Dylan e Joan Baez hanno spesso eseguito in duo ed in concerto Blowin' in the Wind

Quando scrisse questo motivo (la cui melodia fu ispirata all'autore da un canto degli schiavi afroamericani: No More Auction Block), Dylan non era ancora quel paladino della controcultura che dopo pochi anni avrebbe rimesso in discussione – con la propria attività artistica di poeta e musicista – antichi pregiudizi e paure nuove; ma già allora – giovane cantastorie proveniente da un piccolo sobborgo minerario del Minnesota – era in grado di mostrarsi cosciente e padrone – in termini di comprensione del senso delle cose – dei nuovi pericoli derivanti dall'era atomica (i temi del fall out erano peraltro già stati illustrati con amara e sofferta poeticità dai cantori della Beat Generation, in primis Jack Kerouac ed Allen Ginsberg).
Tre semplici strofe sono in questo caso sufficienti al compositore-poeta per interrogarsi su tematiche sociali ed esistenziali. In particolare, al centro della sua visionaria poeticità sono il senso della condizione umana e l'incapacità dell'uomo di ripudiare in maniera definitiva e totale ogni tipo di guerra.
Nel ritornello – rivolto metaforicamente a un ipotetico amico, nel quale si potrebbe identificare l'intera umanità - viene data una risposta che lascia uno spiraglio all'ottimismo: una risposta che c'è, e a portarla basterà un soffio di vento.

## Origini e primi responsi
In origine Dylan scrisse ed eseguì una versione del brano che aveva solamente due strofe; questa versione apparve nel corso della prima esecuzione in pubblico del pezzo, il 16 aprile 1962 al Gerde's Folk City; venne registrata e circola presso gli appassionati. Poco tempo dopo questa performance, egli aggiunse gli altri versi alla canzone. I testi della canzone furono pubblicate per la prima volta nel maggio 1962, nel sesto numero della rivista Broadside, fondata da Pete Seeger e dedicata alle canzoni folk. La celebre immagine della risposta che "soffia nel vento" potrebbe essere stata ispirata a Dylan da un passaggio dell'autobiografia di Woody Guthrie Questa terra è la mia terra, dove Guthrie paragona la sua sensibilità politica ai giornali che soffiano nel vento delle strade di New York City. Dylan era certamente al corrente del lavoro di Guthrie, e leggere il suo libro fu di capitale importanza nella maturazione del suo sviluppo intellettuale e politico.
Nel giugno 1962, la canzone venne pubblicata su Sing Out!, accompagnata dal commento di Dylan:
Dylan registrò Blowin' in the Wind il 9 luglio 1962, per includerla nel suo secondo album The Freewheelin' Bob Dylan, pubblicato nel maggio 1963.
Nelle note interne della compilation The Bootleg Series Volumes 1-3 (Rare & Unreleased) 1961-1991, John Bauldie scrive che fu Pete Seeger il primo ad accorgersi che la melodia di Blowin' in the Wind ricordava quella del vecchio spiritual nero No More Auction Block. Secondo The Folk Songs of North America di Alan Lomax, la canzone ebbe origine in Canada e veniva cantata da ex-schiavi liberati dopo l'abolizione della schiavitù in Gran Bretagna nel 1833. Nel 1978, Dylan riconobbe la fonte di ispirazione quando disse al giornalista Marc Rowland: «Blowin' in the Wind è sempre stata uno spiritual. Presi una canzone chiamata No More Auction Block – quello è uno spiritual, e Blowin' in the Wind ha lo stesso feeling». Una esecuzione di No More Auction Block da parte di Bob Dylan venne registrata al Gaslight Cafe nell'ottobre 1962, ed apparve in The Bootleg Series Volumes 1-3 (Rare & Unreleased) 1961-1991.
Con il passare dei decenni, Blowin' in the Wind è stata descritta come un brano manifesto del movimento per i diritti civili degli anni sessanta. Nel documentario di Martin Scorsese No Direction Home, Mavis Staples descrisse il suo stupore quando ascoltò la canzone per la prima volta, raccontando come non potesse credere che un giovanotto bianco avesse potuto scrivere una canzone che esprimesse in maniera così potente il senso di frustrazione e le speranze delle persone di colore.
Anche Sam Cooke rimase molto impressionato dalla canzone e la incluse immediatamente nel suo repertorio dal vivo. Una delle esecuzioni di Cooke del brano venne inclusa nell'album Live At the Copacabana del 1964. Successivamente egli scrisse la canzone A Change Is Gonna Come, come una sorta di risposta a Blowin' in the Wind, e la incise il 24 gennaio 1964.
Blowin' in the Wind venne reinterpretata per primi dal Chad Mitchell Trio, ma la casa discografica cancellò l'uscita dell'album che conteneva la canzone perché il brano includeva la parola "death" ("morte") così il trio perse il primato in favore di Peter, Paul and Mary, che avevano lo stesso manager di Dylan, Albert Grossman. Pubblicata su singolo, la loro versione salì fino alla seconda posizione in classifica negli Stati Uniti, con vendite superiori al milione di copie, rendendo la canzone famosa a livello mondiale. Peter Yarrow ricorda che, quando disse a Dylan che il pezzo gli avrebbe fruttato $5 000 solo di diritti d'autore, egli rimase senza parole.
Il critico Andy Gill ha scritto: «Blowin' in the Wind segnò un salto di qualità enorme nel songwriting di Dylan. Prima di essa, tentativi come The Ballad of Donald White e The Death of Emmett Till erano stati semplici reportage retorici. Blowin' in the Wind era differente: per la prima volta, Dylan scoprì l'effetto dello spostarsi dal particolare al generale. Mentre The Ballad of Donald White sarebbe diventata completamente vecchia e datata dopo l'esecuzione dell'omonimo criminale, una canzone vaga come Blowin' in the Wind avrebbe potuto essere applicata ad ogni istanza di libertà. Rimane il brano con il quale viene maggiormente identificato Bob Dylan, e ha salvaguardato la sua reputazione di libertario e paladino della giustizia sociale attraverso tutti i suoi cambiamenti di stile e comportamento».

### False accuse di plagio
Dopo lo sbalorditivo successo della canzone, all'epoca circolò una diceria che voleva il brano essere stato composto da uno studente delle scuole superiori di nome Lorre Wyatt, dal quale Dylan avrebbe "rubato" Blowin' in the Wind prima di diventare famoso e ricco grazie ad essa.
L'accusa venne pubblicata su Newsweek in un articolo del novembre 1963; anche se la notizia rimase senza conferme ufficiali, destò ugualmente scalpore dando adito ad altre speculazioni. Vari membri della scuola di Wyatt (Millburn High) e delle comunità di Short Hills e Millburn, New Jersey, riportarono di avergli sentito cantare la canzone un anno prima della pubblicazione del brano da parte di Dylan. Wyatt arrivò persino a raccontare al suo insegnante di aver venduto la canzone per 1 000 dollari e di aver dato il denaro in beneficenza.
Alla fine il plagio venne smentito. Si scoprì che Wyatt aveva realmente suonato la canzone a scuola qualche mese prima che essa diventasse famosa, ma non prima che venisse pubblicata da Dylan su Broadside. Nel 1974 Wyatt confessò tutto al New Times, dichiarando di aver mentito per essere riconosciuto un compositore di talento ed entrare così nel gruppo folk della scuola, The Millburnaires.

## Lascito artistico e riferimenti in altri media
Nel 1994, la canzone è stata introdotta nella Grammy Hall of Fame. Nel 2004, la rivista Rolling Stone classificò il brano alla posizione numero 14 nella lista delle "500 Greatest Songs of All Time" da loro redatta.
Una frase della canzone, «How many roads must a man walk down before you call him a man?» ("Quante strade deve percorrere un uomo prima di essere chiamato uomo?"), è ipotizzata possibilmente "domanda fondamentale sulla vita, l'universo e tutto quanto" nel romanzo di Douglas Adams Guida galattica per gli autostoppisti, la cui risposta è ironicamente "42".
Nel film del 1994 Forrest Gump, il personaggio di Jenny esegue la canzone alla chitarra in uno strip club. Inoltre, la traccia è inclusa nella colonna sonora del film nella versione dal vivo di Joan Baez del 1976, tratta dal suo album From Every Stage.
Nel 1975, il testo della canzone è stato inserito in un'antologia di poesia come testo scolastico in una scuola superiore dello Sri Lanka. Il testo ha causato varie polemiche in quanto il brano di Dylan è stato inserito al posto di un sonetto di Shakespeare.
Anche se non propriamente una canzone di carattere religioso, Blowin' in the Wind è stata adottata da molte associazioni religiose sia cattoliche che protestanti; parte della melodia è richiamata nel brano Se m'accogli. Nel 1997, Bob Dylan eseguì la canzone (insieme ad altre tre) davanti a Papa Giovanni Paolo II, che disse alla folla di 300 000 giovani cattolici come la risposta fosse effettivamente "in the wind" ("nel vento") – non nel vento che fa volare via le cose, ma piuttosto "nel vento dello spirito" che porta a Cristo. Nel 2007, Papa Benedetto XVI (che era tra gli spettatori all'epoca) scrisse quanto disapprovasse che rockstar come Dylan avessero potuto esibirsi durante assemblee ecclesiastiche.

## Cover
Nel corso degli anni questa canzone ha avuto numerose rielaborazioni (cover), tanto in versione acustica quanto a ritmo rock, da parte di diversi gruppi e cantanti di ogni parte del mondo. Fatta propria dagli esponenti del movimento beatnik (i cosiddetti figli dei fiori) veniva spesso suonato – e ancora lo viene – sulle scalinate e lungo i borghi artistici delle principali metropoli del mondo. Si ricordano qui le versioni, storiche al pari di quelle incise in studio e dal vivo dallo stesso autore, del trio Peter, Paul & Mary e di Joan Baez nonché una versione in italiano tradotta da Mogol e cantata dai Kings nel 1966 nel 45 giri 1-2-3/La risposta e nell'album I Kings, nello stesso anno da Jonathan & Michelle nel 45 giri Ancora sempre e solo te/La risposta e nel 1967 nell'album Jonathan & Michelle e da Luigi Tenco in una versione pubblicata nel 1972 nell'album postumo Luigi Tenco canta Tenco, De André, Jannacci, Bob Dylan, Mogol.
Dà il nome all'album Blow in the Wind dei Me First and the Gimme Gimmes, i quali l'hanno reinterpretata in chiave punk rock.
Il ritornello della canzone "the answer my friend is blowin' in the wind, the answer is blowin' in the wind" è cantato da Renato Zero nelle tracce Piper Club e Piper Club (ripresa) incluse nel suo album del 1982 Via Tagliamento 1965/1970.
Altri artisti che hanno reinterpretato la canzone includono: The Hollies, Chet Atkins, Odetta, Dolly Parton, The Supremes, Judy Collins, The Kingston Trio, Marianne Faithfull (1964), Jackie DeShannon, The Seekers, Sam Cooke, Etta James, Duke Ellington, Neil Young, The Doodletown Pipers, Marlene Dietrich, Bobby Darin, Bruce Springsteen, Elvis Presley, Sielun Veljet, Stan Getz, Dionne Warwick, Stevie Wonder (1966), Cliff Richard, John Fogerty, The Hooters, e Cher per l'album All I really want to do del 1965.
Nel 2019 Gian Pieretti ne ha realizzato una versione in italiano nel suo album Nobel, dedicato a cover di Dylan, intitolata La risposta.